# Mark Michelstadt
Die Mark Michelstadt bezeichnet ein historisches Territorium im Odenwald und gilt als Vorläufer der heutigen Stadt Michelstadt.

## Geschichte
Das Gebiet wurde um das Ende des 7. Jahrhunderts durch den Missionar Kilian bekehrt. Die Ersterwähnung geschah 741 in einer Schenkungsurkunde von der fränkischen Königskrone an den Bischof Burkhard von Würzburg. Einhard, der für Karl den Großen viele Positionen und Ämter bekleidet hatte, erhielt zum Dank für seine Leistungen im Jahr 815 die Mark Michelstadt von dessen Sohn Ludwig dem Frommen zum Geschenk. Entsprechend der Schenkungsurkunde lebten zu dieser Zeit 14 hörigen Knechte sowie 40 männliche und weibliche Leibeigene in der Mark; die Kernsiedlung Michlinstat besaß zudem schon eine hölzerne Basilika.
Einhard übertrug seinerseits die Mark Michelstadt bereits im Jahr 819 wiederum dem Kloster Lorsch. Zu diesem Zeitpunkt betrug die Größe der Mark etwa 260 Quadratkilometer. Mit der am 24. Februar 1232 erfolgten Übertragung des Klosters Lorsch an das Erzstift Mainz und den daraus entstandenen Auseinandersetzungen zwischen Mainz und der Kurpfalz als Inhaber der Vogtei konnten die Schenken von Erbach eine Vereinigung der Mark Michelstadt mit umliegenden Gebieten zu einem zusammenhängenden Herrschaftsgebiet erreichen, das von den benachbarten Fürsten anerkannt wurde. Damit ging die Mark Michelstadt in der Grafschaft Erbach auf.

## Ausdehnung
Eine genaue Beschreibung der Mark Michelstadt ist neben der Schenkungsurkunde als Urkunde 21 im Lorscher Codex erhalten. Sie schildert plastisch die Grenzen des Gebiets mit den teilweise heute noch existierenden Ortsnamen. Eine Übersetzung des lateinischen Textes findet sich bei Karl Josef Minst:

„Diese Grenzpunkte und die Namen der Orte werden wie folgt bezeichnet: Die Grenzziehung beginnt am Berge Mamenhart („Bergwald“, Anhöhe nördlich des Dorfes Momart, südlich Bad König) und umzieht den ganzen Berg bis zur Platea (im Mittelalter noch weiterbenützte Römerstraße), zieht weiter bis zur Doppeleiche, von dort zu einem Grenzpunkt mitten zwischen Ulenbuch (Römerkastell und Wald bei Eulbach) und Rumpheshusen („Trümmerhäuser“, wohl die Ruinen des Römerkastells Hainhaus nord-westlich Vielbrunn) hindurch zur Großen Eiche (oberhalb des Wattenbaches an der Alten Eichen-Schneiße südöstlich Schloß Eulbach — Siehe Urk. Nr. 93), von der Eiche in das Bett der Bramaha (Bramach: Ohrenbach, an dem Braubuch liegt oder Oberlauf des Wattenbaches), dann bachabwärts in den Wullinebach (Weilbach, jetzt Gönsbach, Wilbich oder Eulbach), dann bachaufwärts bis zum Lapideus rivulus („Steinbächlein“; Seitenbach der Gözs, oberes Wilbichtal oder Wildensteiner Tälchen), von dort zur Wullineburch (Weilburg, Römerkastell bei Würzberg oder Eulbach-Ulenbuch), durch das eine Tor hinein, durch das andere hinaus, von da an das Ufer der Euterun (Jutra, Yutra, Euteraha, Euterbach, Euter, Itterbach, Itter; mündet bei Eberbach in den Neckar), bachabwärts zum Langenvirst (Langfirst, Langenforst am rechten Itterufer), steigt dann zum Langenforst-Rücken und über ihn zum Breittensol (Breitung, sumpfige Hochebene, Suhle, Sumpf), von dort durch das Eichendal (Rindengrund oder Tälchen vom Langforst nach dem Bullauer Grund, vielleicht auch der Bullauer Grund selbst) zum Fluß Urtella („Auertälchen“; Ortel im Falckengesäßer Forst? Hörtel bei Olfen? Schöllenbach? Bullauer Grund? Flüßchen im Bullauer Grund, welches in den Gänsbrunnen einmündet?), bachaufwärts ins Vinsterbuch (Wald am Krähberg? die heutige Kondelle?), von da zum Phaphenstein Einhardi („Einhards Pfaffenstein“ zwischen Krähberg und Reisenkreuz), vom Pfaffenstein über Richgeres sneiten (Richgers Schneiße; wo?), von dort zum Scheitel (höchste Stelle) des Clophendales („Spießtal“, Glofental) zum Clophenberk („Spießberg“: der Mittelberg östlich Krähberg oder Königsruck), von dort zum Cuningesbrunnen (Königsbrunnen am Königsruck unweit Schloß Krähberg oder eine Quelle des Himbachels), Himbächelabwärts in die Mimelingen (Mümling), flußaufwärts zur Manegoldescella (Einsiedelei Mangolds, ehemals oberhalb des Dorfes Weschnitz, vielleicht an der Stelle der heutigen Walpurgiskapelle; vgl. Urkunde Nr. 6a), dann in den Fluß Mosaha (Mossau, linker Nebenfluß der Mümling), flußaufwärts zum Geroidesbrunnen (Geroldsquelle, ein Quellbächlein des Mossau-Baches), von da zum Ellenbogen (wohl eine Hügelnase oder ein Winkel in der Grenzlinie), in den Fluß Branbach (Brombach, Langenbrombach, Braubach?), flußabwärts in die Mümling, aus derselben zur Eiche (bei Bad König, dessen alter Name Cuntichum = Kündeiche (?) lautet), zwischen Grascapht (Grafschaft; die Mark Michelstadt, die zur Gaugrafschaft Plumgau gehörte) und Munitat (Immunität, Munitat, Montat, Reich Unmittelbarkeit des Fuldaer Gebietes Umstadt), von dort wiederum zum Berge Mamenhart.“

Die Universitätsbibliothek Heidelberg stellt online ein digitales Faksimile der Urkunde aus den Staatlichen Archiven Bayerns bereit.